# Lista de prefeitos de Borá
Esta é a lista de prefeitos e vice-prefeitos do município de Borá, estado brasileiro de São Paulo.
| Nº | Prefeito                                 | Partido | Vice-prefeito                              | Início do mandato       | Fim do mandato         | Observações                     |
| 1  | Manoel Gallo                             | PSP     | Wilson Azevedo (PSP)                       | 31 de março de 1965     | 31 de março de 1969    | Prefeito e vice eleitos         |
| 2  | Wilson Azevedo                           | ARENA   | Hipólito Barreiros (ARENA)                 | 31 de março de 1969     | 31 de março de 1973    | Prefeito e vice eleitos         |
| 3  | Severino Berto                           | ARENA   | José Francisco da Silva (ARENA)            | 31 de março de 1973     | 31 de janeiro de 1977  | Prefeito e vice eleitos         |
| 4  | Wilson Azevedo                           | ARENA   | Durval Favato (ARENA)                      | 31 de janeiro de 1977   | 31 de janeiro de 1983  | Prefeito e vice eleitos         |
| 5  | Nelson Celestino Teixeira                | PMDB    | Manoel Caldas (PMDB)                       | 1º de fevereiro de 1983 | 31 de dezembro de 1988 | Prefeito e vice eleitos         |
| 6  | Elizeu da Silva                          | PMDB    | Arthur Roque Caldas (PMDB)                 | 1º de janeiro de 1989   | 31 de dezembro de 1992 | Prefeito e vice eleitos         |
| 7  | Nelson Celestino Teixeira                | PMDB    | Moacir Favato (PMDB)                       | 1º de janeiro de 1993   | 31 de dezembro de 1996 | Prefeito e vice eleitos         |
| 8  | Luís Antonio Vinhando                    | PSDB    | Juraci Rodrigues (PFL)                     | 1º de janeiro de 1997   | 31 de dezembro de 2000 | Prefeito e vice eleitos         |
| 9  | Nelson Celestino Teixeira                | PMDB    | Geraldo Domingues (PMDB)                   | 1º de janeiro de 2001   | 31 de dezembro de 2004 | Prefeito e vice eleitos         |
| 9  | Nelson Celestino Teixeira                | PSDB    | Mário Cazarim (PMDB)                       | 1º de janeiro de 2005   | 31 de dezembro de 2008 | Prefeito reeleito e vice eleito |
| 10 | Luiz Carlos Rodrigues, (Luiz do Açougue) | PT      | Bruno Alves da Silva (PT)                  | 1º de janeiro de 2009   | 31 de dezembro de 2012 | Prefeito e vice eleitos         |
| 10 | Luiz Carlos Rodrigues, (Luiz do Açougue) | PT      | João Antonio Nespoli (PSB) (João do Posto) | 1º de janeiro de 2013   | 31 de dezembro de 2016 | Prefeito reeleito e vice eleito |
| 11 | Wilson Ferreira Costa                    | PRB     | Carlos Nogueira da Silva (PRB)             | 1º de janeiro de 2017   | 31 de dezembro de 2020 | Prefeito e vice eleitos         |
| 12 | Luiz Carlos Rodrigues                    | PTB     | Cláudio Augusto Merci (PSD)                | 1º de janeiro de 2021   | 31 de dezembro de 2024 | Prefeito e vice eleitos         |
| 12 | Luiz Carlos Rodrigues                    | PTB     | Cláudio Augusto Merci (PSD)                | 1º de janeiro de 2025   | Atualidade             | Prefeito e vice eleitos         |

Legenda
| cor   | significado                                        |
| verde | mandatários eleitos por votação direta ou indireta |